# Zygfryd Szołtysik
Zygfryd Ludwik Szołtysik, född den 24 oktober 1942 i Sucha Góra, Polen, är en polsk fotbollsspelare som tog OS-guld i fotbollsturneringen vid de olympiska sommarspelen 1972 i München.